# Lycopodium clavatum
Espèce
Lycopodium clavatum, nommée en français Lycopode en massue, Herbe aux massues ou Lycopode officinal, est une espèce de lycopodes de la sous-famille des Lycopodioidées.

## Taxonomie

### Nomenclature
Le nom de la sous-espèce Lycopodium clavatum subsp. clavatum est un autonyme, c’est-à-dire un nom créé automatiquement selon les règles du Code international de nomenclature pour les algues, champignons et plantes (ICN). Ce nom est généré lorsqu’un taxon est subdivisé pour la première fois en sous-espèces : la sous-espèce contenant le type nomenclatural hérite alors du nom répété, ici clavatum.
Dans ce cas, Lycopodium clavatum subsp. clavatum désigne la sous-espèce correspondant à la description originale de l'espèce faite par Linné en 1753 .

## Description

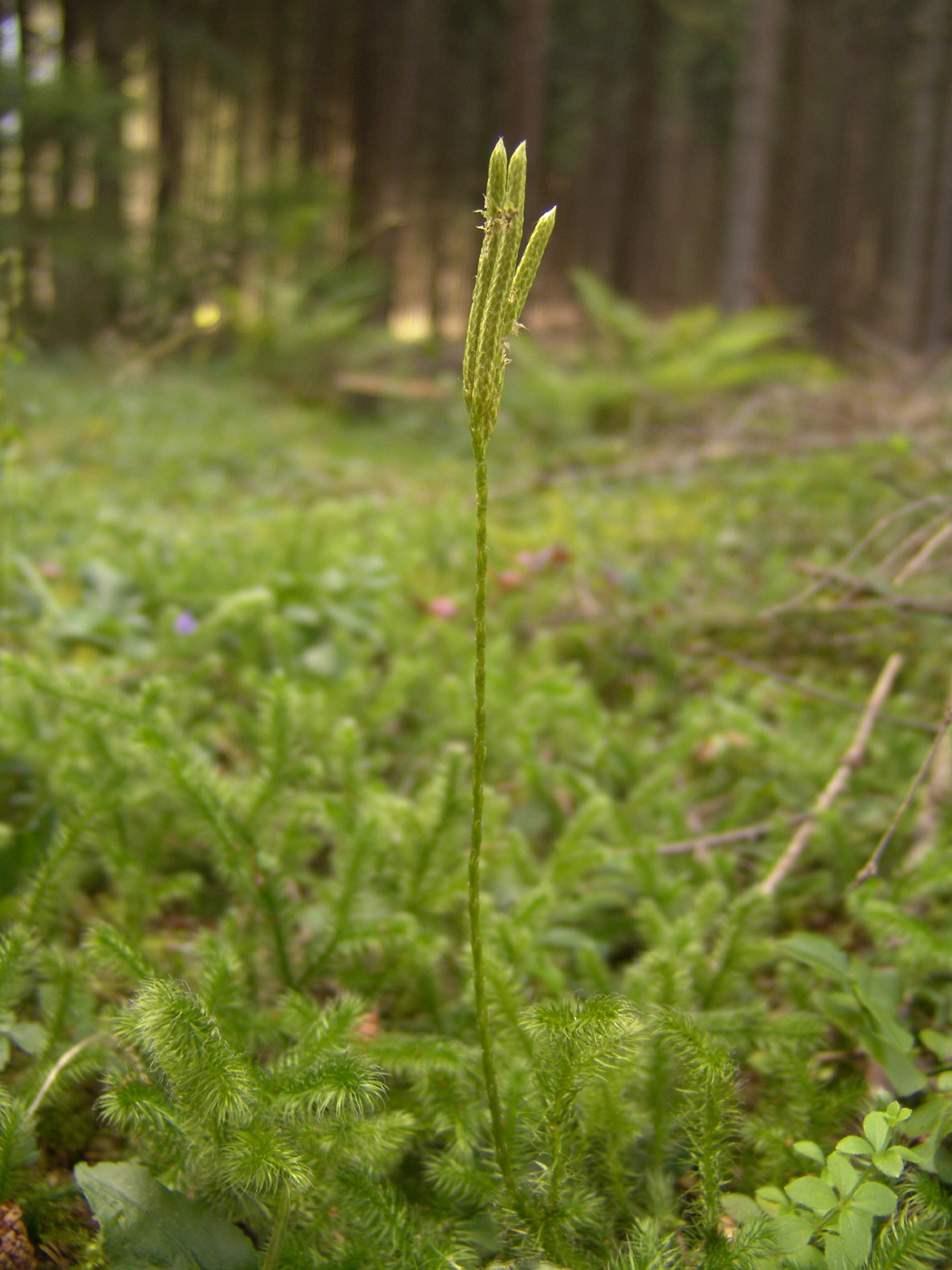
Lycopodium clavatum, épis sporangifères

Le lycopode officinal présente une longue tige rampante (jusqu'à 1 m de long). Cette tige porte des rameaux feuillés espacés et dressés. Les feuilles sont très étroites et très courtes (environ 0,5 cm), elles sont molles, finement denticulées sur les bords et prolongées par une longue soie blanche caractéristique (visible à l'œil nu). Les feuilles sont appliquées sur les rameaux à la base et étalées au sommet.

Ce lycopode porte des épis sporangifères plus clairs au sommet de rameaux plus minces avec des feuilles également plus petites. Ils sont allongés, de forme cylindrique et ils sont souvent groupés par deux ou trois. Les sporanges sont de couleur jaune clair, réniformes (en forme de rein), ils sont entourés par des bractées jaunâtres à forme triangulaire et terminées par une sorte d'arête.
- Période de sporulation : été.
- Mode de dissémination : anémochore.

L’espèce est diploïde (2n = 68 chromosomes).

## Habitats
Le Lycopode officinal vit sur des sols pauvres et acides, siliceux ou tourbeux. On le rencontre indifféremment sur des sols secs ou humides.

Ce lycopode se trouve sur des landes variées (à callunes, à genêts, à ajoncs...), des pelouses de montagne, en lisières de forêts et de bois clairs.

Il est souvent associé aux myrtilles et à la callune.

## Répartition géographique
Ce Lycopode forme d'importantes colonies et il est protégé dans de nombreuses régions du territoire français. Le Lycopode officinal est une plante assez rare malgré sa présence localement fréquente. C'est une espèce de montagne, parfois rencontrée à basse altitude notamment dans le Nord et en Bretagne, par exemple dans les Monts d'Arrée.

## Utilisations
- Utilisation médicinale : la poudre que forment les spores peut être utilisée comme poudre lubrifiante (contre les inflammations et les irritations de la peau), au même titre que le talc.
- Utilisation pour la conservation : du fait que les spores de ce lycopode sont fortement hydrofuges, ils ont été utilisés dans l'enrobage des pilules pour éviter l'agglutinement.
- Utilisation pyrotechnique : la poudre de spores forme une huile essentielle extrêmement inflammable, cette propriété est utilisée par les artificiers dans les feux de Bengale.

## Sous-espèces
- Lycopodium clavatum subsp. clavatum L[2].
- Lycopodium clavatum subsp. contiguum (Klotzsch) B.Øllg[3].
- Lycopodium clavatum subsp. megastachyon (Fernald & Bissell) Á.Löve & D.Löve[4]

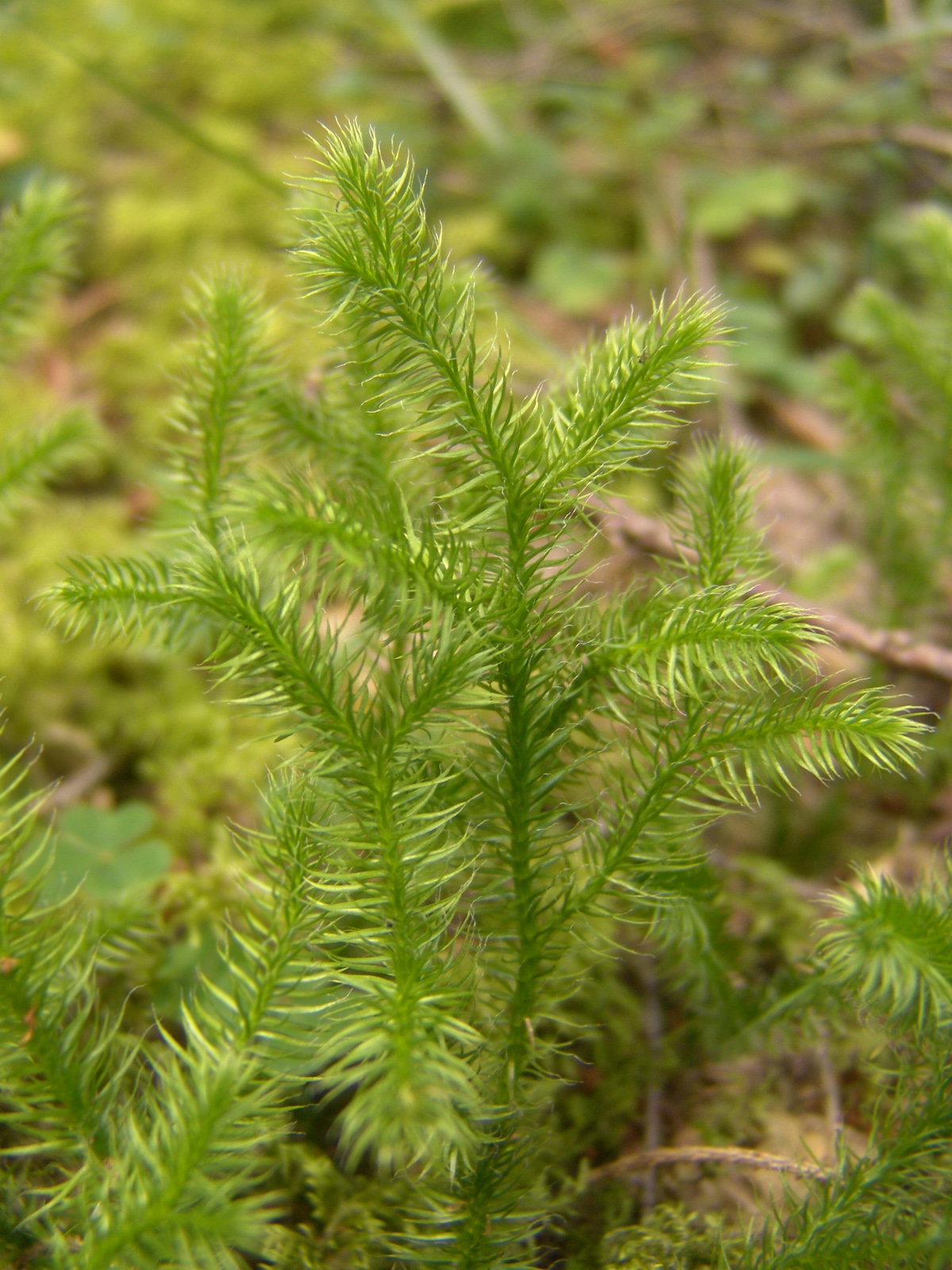
Lycopodium clavatum, rameaux feuillés.
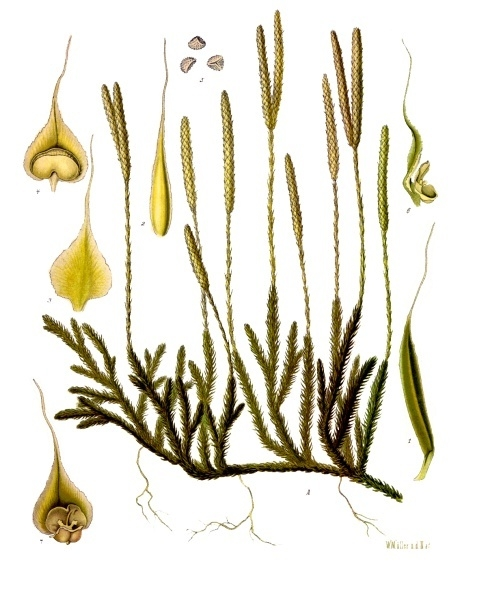
Illustration botanique de Lycopodium clavatum.